# Достиника
Достиника (Дестиник, Даштаник; греч. Ντοστινίκ, Δεστινίκον; лат. Dostinica) — древнейшая известная столица Сербии.
В труде «Об управлении империей» императора Константина Багрянородного (913—959) она упоминается первым из крупных городов, существовавших во время крещения сербского народа: Destinikon (Δεστινίκον), Černavusk (Τςερναωουσκεή), Međurečje (Μεγυρέτονς), Dresneik (Δρεσνεηκ), Lesnik (Λεσνηκ), Salines (Σαληνέζ), Katera (Κατερα), Desnik (Δέσνηκ).

## Расположение
Нигде не сказано о местоположении Достиники и по сей день достоверно не известно, где именно она находилась. Тем не менее, существует несколько предположений о том, где она располагалась:
- между нынешними Приеполе и Сьеницей[1][2];
- в Метохии — Дрсник[3][4];
- между реками Босна и Дрина[5];

Вполне возможно, что остатки крепостной стены, найденные во время археологических раскопок во Врсйенице (недалеко от Сьеницы), это и есть первая столица Сербии.